# Гауффин, Торстен
Торстен Гауффин (фин. Thorsten Gauffin, 2 июня 1901, Або, Великое княжество Финляндское — 28 ноября 1970, Турку, Финляндия) — финский шахматист, национальный мастер (1936). Чемпион Финляндии 1937 года. В составе сборной Финляндии участник двух шахматных олимпиад.
Широкому кругу любителей шахмат наиболее известен своими победами на олимпиаде 1937 года над действующим чемпионом мира Максом Эйве  и гроссмейстером Паулем Кересом. Победа над Максом Эйве 10 августа 1937 года ввела Торстена Гауффина в число членов  символического Клуба Михаила Чигорина.

## Спортивные результаты
| Год  | Город     | Соревнование                                 | + | −  | = | Результат | Место |
| ---- | --------- | -------------------------------------------- | - | -- | - | --------- | ----- |
| 1930 | Гамбург   | III Олимпиада (сборная Финляндии, 4-я доска) | 3 | 10 | 1 | 3½ из 14  |       |
| 1935 | Хельсинки | Международный турнир                         |   |    |   |           |       |
| 1937 | Хельсинки | Чемпионат Финляндии                          |   |    |   |           | 1     |
|      | Стокгольм | VII Олимпиада (сборная Финляндии, 1-я доска) |   |    |   |           |       |